# Duffin–Schaeffers förmodan
Inom talteori är Duffin–Schaeffers förmodan en viktig förmodan inom diofantisk approximation framtagen av R. J. Duffin och A. C. Schaeffer 1941. Förmodan säger att om {\displaystyle f:\mathbb {N} \rightarrow \mathbb {R} ^{+}} är en positiv reellvärd funktion, då har för nästan alla {\displaystyle \alpha } (i förhållande till Lebesguemåttet) olikheten
{\displaystyle \left|\alpha -{\frac {p}{q}}\right|<{\frac {f(q)}{q}}}
oändligt många lösningar i relativt prima heltal {\displaystyle p,q} med {\displaystyle q>0} om och bara om summan
{\displaystyle \sum _{q=1}^{\infty }f(q){\frac {\varphi (q)}{q}}=\infty }
där {\displaystyle \varphi (q)} är Eulers fi-funktion.
Förmodan är än så länge obevisad. En högre-dimensionell analogi av den har dock lösts.